# Panthera leo fossilis
Panthera leo fossilis, Panthera spelaea fossilis ou Panthera fossilis é um táxon extinto do gênero Panthera, do Pleistoceno Médio da Europa, considerado por alguns pesquisadores como uma subespécie e por outros como uma espécie distinta.

## Nomenclatura e taxonomia
O táxon foi descrito por Wilhelm von Reichenau em 1906 como Felis leo fossilis, a partir de restos fósseis do Pleistoceno Médio encontrados em Mauer, na Alemanha. Em 1969, Schutt recombinou a subespécie para Panthera leo fossilis.  Em 1974, Hemmer em sua revisão sobre o leão com base em características dentárias e da mandíbula, manteve-o como uma subespécie do leão moderno. Este arranjo taxonômico proposto por Hemmer foi seguido por vários autores desde então. Entretanto, alguns pesquisadores, através de análises morfológicas, o consideram como uma espécie distinta., enquanto outros o consideram como uma subespécie do Panthera spelaea.
O táxon fossilis é considerado o ancestral do Panthera spelaea que o substitui durante o Pleistoceno Superior (a cerca de 300 000 anos atrás), sendo então considerado como uma cronoespécie ou paleoespécie.

## Registro fóssil
O registro mais antigo do táxon está datado em 700 000 anos e provém da localidade de Isérnia La Pineta no sul da Itália, um sítio paleontológico do Pleistoceno Médio.
Muitos fragmentos ósseos são conhecidos de Mosbach na Alemanha, uma pequena vila pertencente a cidade de Wiesbaden. Um crânio quase completo foi encontrado em Mauer, perto de Heidelberg, Alemanha. Os sedimentos indicam que estes leões eram 550 000 anos mais antigos que o hominídeo primitivo Homo heidelbergensis.

## Distribuição geográfica
O táxon é restrito a Europa, sendo registrado em diversos sítios paleontológicos na Polônia, Alemanha, República Tcheca, Áustria, Hungria, Moldova, Grécia, Itália, Bélgica, Espanha, França e Inglaterra.

## Características

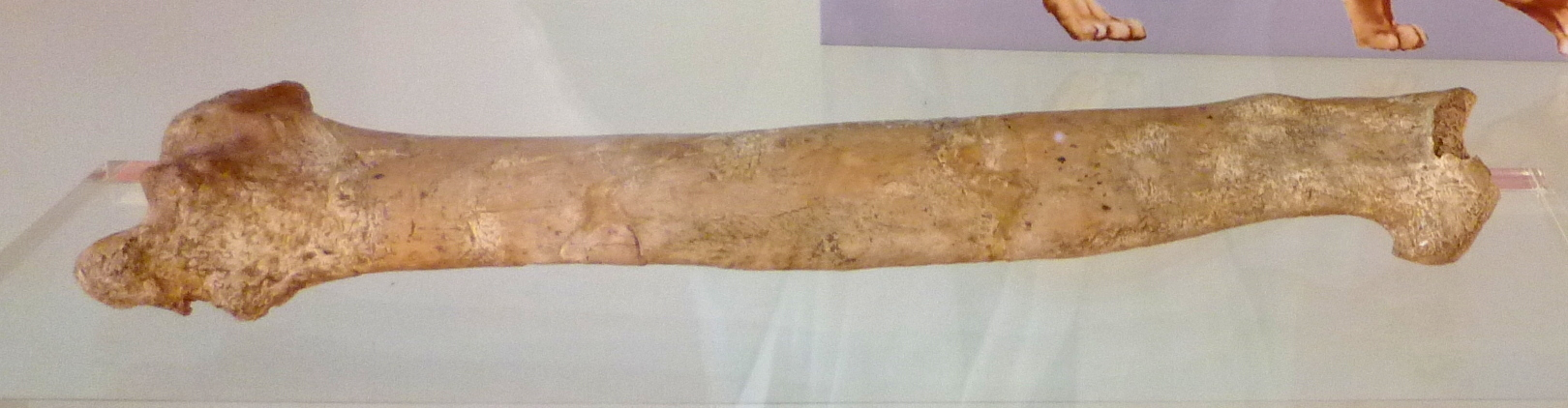
Rádio atribuído como Panthera leo cf. fossilis do sítio paleontológico de Ambrona (Soria, Espanha).

Com um comprimento máximo de cabeça e corpo de 2,40 metros, o que é de cerca de meio metro a mais do que os leões africanos de hoje, Panthera leo fossilis foi quase tão grande como o leão-americano a partir do Pleistoceno Superior.

## Literatura
- Ernst Probst:Deutschland in der Urzeit. Orbis Verlag, 1999. ISBN 3-572-01057-8
- J. Burger:filogenia molecular do extinto caverna leão Panthera leo spelea, de 2003. pdf.